# Dziewczynka z pajacem
Dziewczynka z pajacem (wł. La Casa 3, ang. Ghosthouse) – włoski horror z 1988 roku w reżyserii Umberto Lenziego. Nieoficjalny sequel filmów Martwe zło oraz Martwe zło 2: Śmierć przed świtem.

## Fabuła
Paul, operator radiowy, odbiera krzyk pewnej osoby oraz dziwną melodię w tle. Aby wyjaśnić tę sprawę, namierza miejsce, z którego złapał odgłosy i wyrusza tam razem ze swoją dziewczyną Marthą (Lara Wendel). Spotykają tam grupę młodych ludzi, którzy zatrzymali się pod starym domem. Jednak nikt z nich nie krzyczał do radia. Później okazuje się, że dom jest nawiedzony przez ducha małej dziewczynki imieniem Henrietta i jej przeklętego zabawkowego pajacyka, przez którego 20 lat wcześniej brutalnie zamordowani zostali rodzice dziewczynki.

## Obsada
- Greg Scott – Paul
- Lara Wendel – Martha
- Mary Sellers – Susan
- Ron Houck – Mark
- Martin Jay – Jim
- Kate Silver – Tina
- Donald O’Brien – Valkos
- Kristen Fougerousse – Henrietta Baker
- Willy M. Moon – Pepe
- Susan Muller – pani Baker
- Alain Smith – Sam Baker
- William J. Devany – porucznik

## Zdjęcia
Zdjęcia do filmu realizowane były na terenie amerykańskiego stanu Massachusetts.